# 대한민국 형사소송법 제53조
대한민국 형사소송법 제53조는 공판조서의 서명 등에 대한 형사소송법의 조문이다.

## 조문
제53조(공판조서의 서명 등) ① 공판조서에는 재판장과 참여한 법원사무관등이 기명날인 또는 서명하여야 한다.  <개정 2007.6.1.>
②재판장이 기명날인 또는 서명할 수 없는 때에는 다른 법관이 그 사유를 부기하고 기명날인 또는 서명하여야 하며 법관전원이 기명날인 또는 서명할 수 없는 때에는 참여한 법원사무관등이 그 사유를 부기하고 기명날인 또는 서명하여야 한다.  <개정 2007.6.1.>
③법원사무관등이 기명날인 또는 서명할 수 없는 때에는 재판장 또는 다른 법관이 그 사유를 부기하고 기명날인 또는 서명하여야 한다.  <개정 2007.6.1.>

第53條(公判調書의 署名 等) ① 公判調書에는 裁判長과 參與한 법원사무관등이 기명날인 또는 서명하여야 한다.  <개정 2007.6.1.>
②裁判長이 기명날인 또는 서명할 수 없는 때에는 다른 法官이 그 事由를 附記하고 기명날인 또는 서명하여야 하며 法官全員이 기명날인 또는 서명할 수 없는 때에는 參與한 법원사무관등이 그 事由를 附記하고 기명날인 또는 서명하여야 한다.  <개정 2007.6.1.>
③법원사무관등이 기명날인 또는 서명할 수 없는 때에는 裁判長 또는 다른 法官이 그 事由를 附記하고 기명날인 또는 서명하여야 한다.  <개정 2007.6.1.>

## 판례
- 공판에 관여한 법관의 성명이 전혀 기재되어 있지 않은 경우에는 무효이다[1]
- 당해 공판기일에 열석하지 아니한 판사가 재판장으로서 서명날인한 공판조서는 정식의 공판조서라고 할 수 없어 이와 같은 공판조서는 소송법상 무효라 할 것이므로 공판기일에 있어서의 소송절차를 증명할 공판조서로서의 증명력이 없다[2]
- 입회하지 않은 서기가 날인한 공판조서는 무효이다[3]
- 공판조서의 일부가 된 변호인의 피고인에 대한 신문사항을 기재한 별지가 공판조서에 첨부되지 않은 사실만으로는 그 공판조서가 무효라고 볼 수 없다[4]
- 공판조서에 간인이 없는 사유만으로는 조서를 무효라고 할 수 없다[5]

## 참고 문헌
- 손동권 신이철, 새로운 형사소송법(초판, 2013), 세창, 2013. ISBN 9788984114081